# Herichthys bartoni
Herichthys bartoni е вид лъчеперка от семейство Цихлиди (Cichlidae). Видът е световно застрашен, със статут Уязвим.

## Разпространение
Видът е ендемичен за басейна на река Пануко в Мексико.

## Описание
На дължина може да достигне до 18 см.